# Dispositions temporaires
Les Dispositions temporaires sont un amendement à la constitution de la République de Chine de 1947 par le Kuomintang.
Ces dispositions temporaires applicables pendant la période de rébellion communiste permettent au président de ne pas appliquer certaines parties de la constitution à cause de la prise de pouvoir par les communistes en Chine continentale. Ces dispositions temporaires seront appliquées jusqu'en 1987 à Taiwan. En effet, lorsque le gouvernement Kuomintang se déplace à Taiwan en 1949 pour fuir la Chine communiste, l'état d'urgence est proclamé sur l'ile et la loi martiale est appliquée.
Le président Lee Teng-hui mit fin à la période de rébellion communiste le 22 avril 1991 avec effet le 1er mai 1991.

## Détails
Ces dispositions autorisaient le président, au cours de la « période de rébellion communiste », à déclarer la loi martiale sans avoir besoin de l'accord du Yuan législatif, suspendaient les limitations de mandat pour le président et son vice-président et autorise la continuation indéfinie des mandats des députés dont les circonscriptions sont occupées par les forces communistes jusqu'à libération de ces territoires.
Le président pouvait déclarer la fin de la période de rébellion communiste tandis que l'Assemblée pouvait réviser ces dispositions.